# آلبانی در المپیک زمستانی ۲۰۱۸
آلبانی در بازی‌های المپیک زمستانی ۲۰۱۸ که از ۹ تا ۲۵ فوریهٔ ۲۰۱۸ در شهرستان پیونگ‌چانگ، کره جنوبی برگزار شد، حضور داشت. در سال ۲۰۱۷، کمیته ملی المپیک آلبانی امیدوار بود که دست کم سه ورزشکار آلبانی به این بازی‌ها راه یابند، اتفاقی که به‌عنوان بزرگ‌ترین تیم اعزامی از آلبانی به بازی‌های المپیک زمستانی در نظر گرفته شود.

## شرکت‌کنندگان
در زیر فهرستی از تعداد ورزشکاران حاضر در هر یک از ورزش‌ها آمده است.
| ورزش        | مردان | زنان | مجموع |
| ----------- | ----- | ---- | ----- |
| اسکی آلپاین | ۱     | ۱    | ۲     |
| مجموع       | ۱     | ۱    | ۲     |

## اسکی آلپاین
سه اسکی‌باز آلپاین از آلبانی به این دوره از بازی‌ها راه یافتند که شامل یک ورزشکار مرد و یک ورزشکار زن می‌شدند.
| ورزشکار     | رویداد             | دور ۱   | دور ۱ | دور ۲   | دور ۲ | مجموع   | مجموع |
| ورزشکار     | رویداد             | زمان    | رتبه  | زمان    | رتبه  | زمان    | رتبه  |
| ----------- | ------------------ | ------- | ----- | ------- | ----- | ------- | ----- |
| ارجان تولا  | اسلالوم بزرگ مردان | ۱:۱۶٫۸۶ | ۵۴    | ۱:۱۶٫۷۷ | ۴۹    | ۲:۳۳٫۶۳ | ۴۷    |
| ارجان تولا  | اسلالوم مردان      | ۵۸٫۰۰   | ۴۵    | ۵۹٫۰۶   | ۳۵    | ۱:۵۷٫۰۶ | ۳۶    |
| سوئلا مهیلی | اسلالوم بزرگ زنان  | ۱:۲۴٫۶۷ | ۶۰    | ۱:۲۱٫۹۰ | ۵۴    | ۲:۴۶٫۵۷ | ۵۳    |
| سوئلا مهیلی | اسلالوم زنان       | ع.پ.    | ع.پ.  | ع.پ.    | ع.پ.  | ع.پ.    | ع.پ.  |